# Suzanne Lang
Suzanne Lang es una escritora y guionista de televisión estadounidense especializada en literatura infantil.

## Carrera
Lang trabaja frecuentemente con el ilustrador Max Lang, quien es su actual esposo. Su libro Grumpy Monkey, publicado en 2018, debutó en la octava posición en la lista de superventas del New York Times, llegando al primer lugar. El libro se mantuvo en dicha lista durante veinticinco semanas. Continuó la serie con Grumpy Monkey Party Time en 2019. Ambos libros fueron distribuidos en español con los títulos Gruñón y Gruñón 2: ¡Esto es una fiesta!
Ha escrito los guiones del filme animado The Snail and the Whale y de algunos episodios del seriado de animación Tromba Trem. En 2022 fue nominada junto con su esposo Max Lang a un premio Young BAFTA por su papel como guionista en The Snail and the Whale.

## Obras selectas
- Families, Families, Families!. Illustrated by Max Lang. Random House. 2015. ISBN 9780375974267.
- Hooray for Kids!. Illustrated by Max Lang. Random House. 2016. ISBN 9780553537833.
- All Kinds of Families. Illustrated by Max Lang. Random House. 2019. ISBN 9780553499407.

### SerieGrumpy Monkey
- Grumpy Monkey. Illustrated by Max Lang. Random House. 2018. ISBN 9780553537864.
- Grumpy Monkey Party Time. Illustrated by Max Lang. Random House. 2019. ISBN 9780593118627.